# Museo Arqueológico de El Djem
El Museo Arqueológico de El Djem es un museo tunecino ubicado en la ciudad de El Djem, la antigua Tisdra. Fundado en 1970, que ha sido objeto de una renovación en 2002. 
Está ubicado en las cercanías de los primeros anfiteatros de el antiguo Thysdrus — el último, el más grande y el mejor conservado, está catalogado como patrimonio de la Humanidad. El museo es accesible mediante la presentación del mismo billete de entrada al anfiteatro.

## Colecciones
En una presentación muy didáctica, reúne una importante colección de mosaicos romanos, abarcando un periodo que va del siglo II al siglo V, así como una buena parte de las piezas descubiertas en la ciudad, uno cierto número de ellas están conservadas en los museos de Susa y sobre todo del Bardo. 

También presenta numerosos mosaicos que muestran decoraciones geométricas o escenas figurativas, con énfasis particular en las escenas de animales salvajes, de caza así como también de la vida salvaje, cuya dos mosaicos encontradas durante las prospecciones efectuadas en la «casa de la procesión dionisíaca»: tigre atacando dos asnos salvajes y leones devorando un jabalí. Estas representaciones de la vida cotidiana son típicas de las mosaicos africanos. Las fieras están tratadas con ricos colores y sutiles degradados; sin embargo, la cohesión de la decoración y de los animales es torpe. 

En su recinto se ubica un parque arqueológico comportando uno cierto número de villas romanas de entidad, como la villa «del paon».
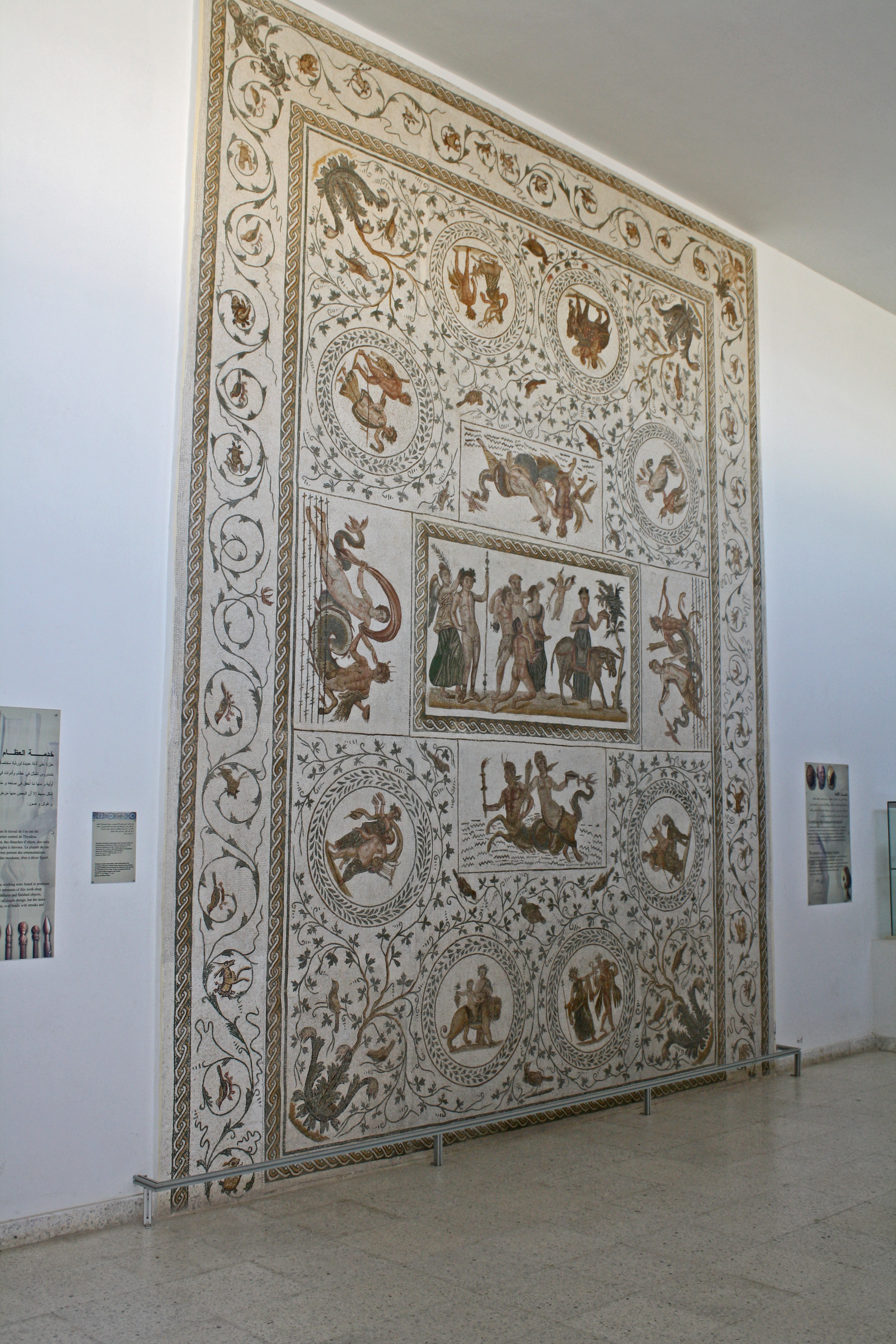
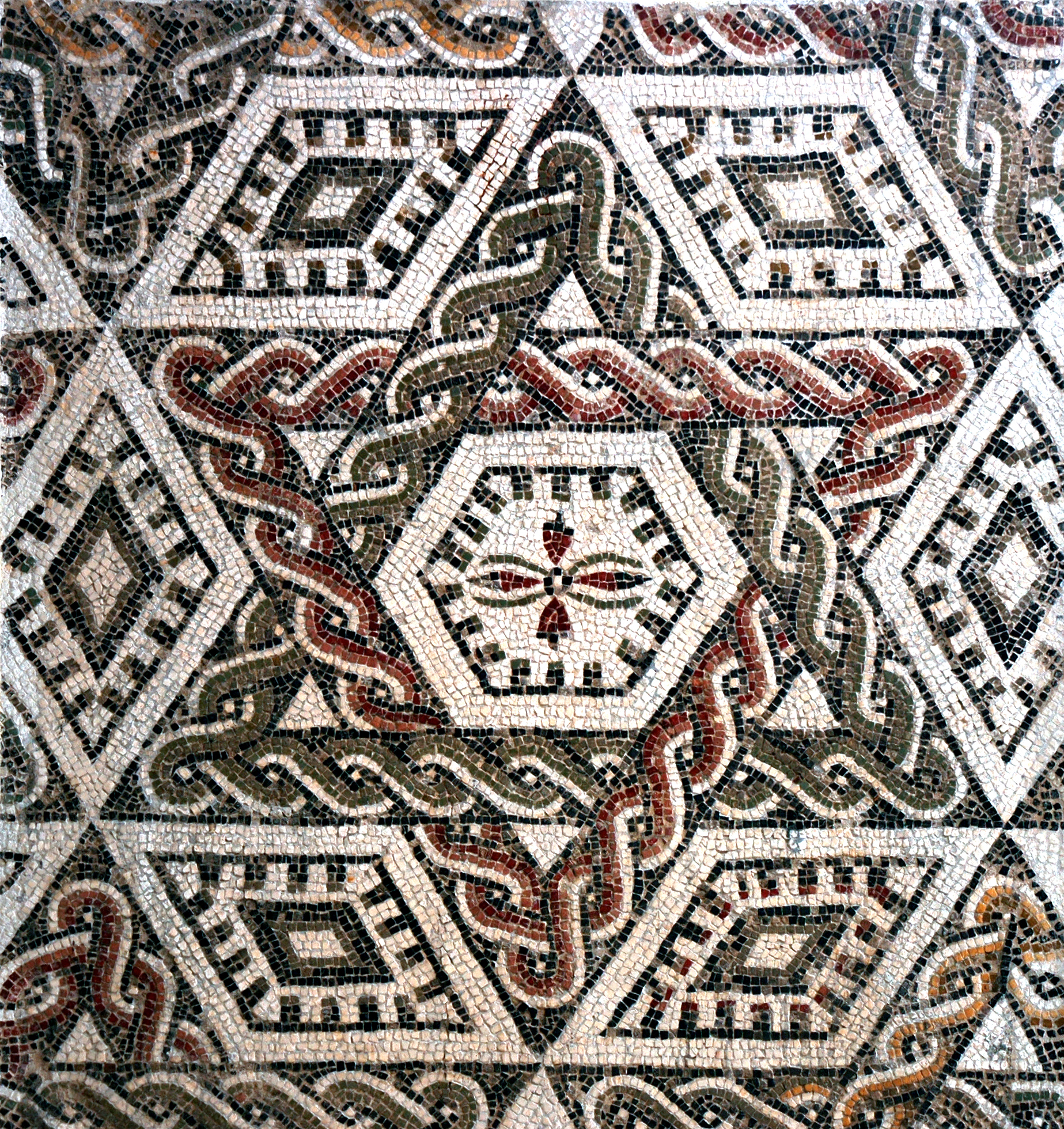
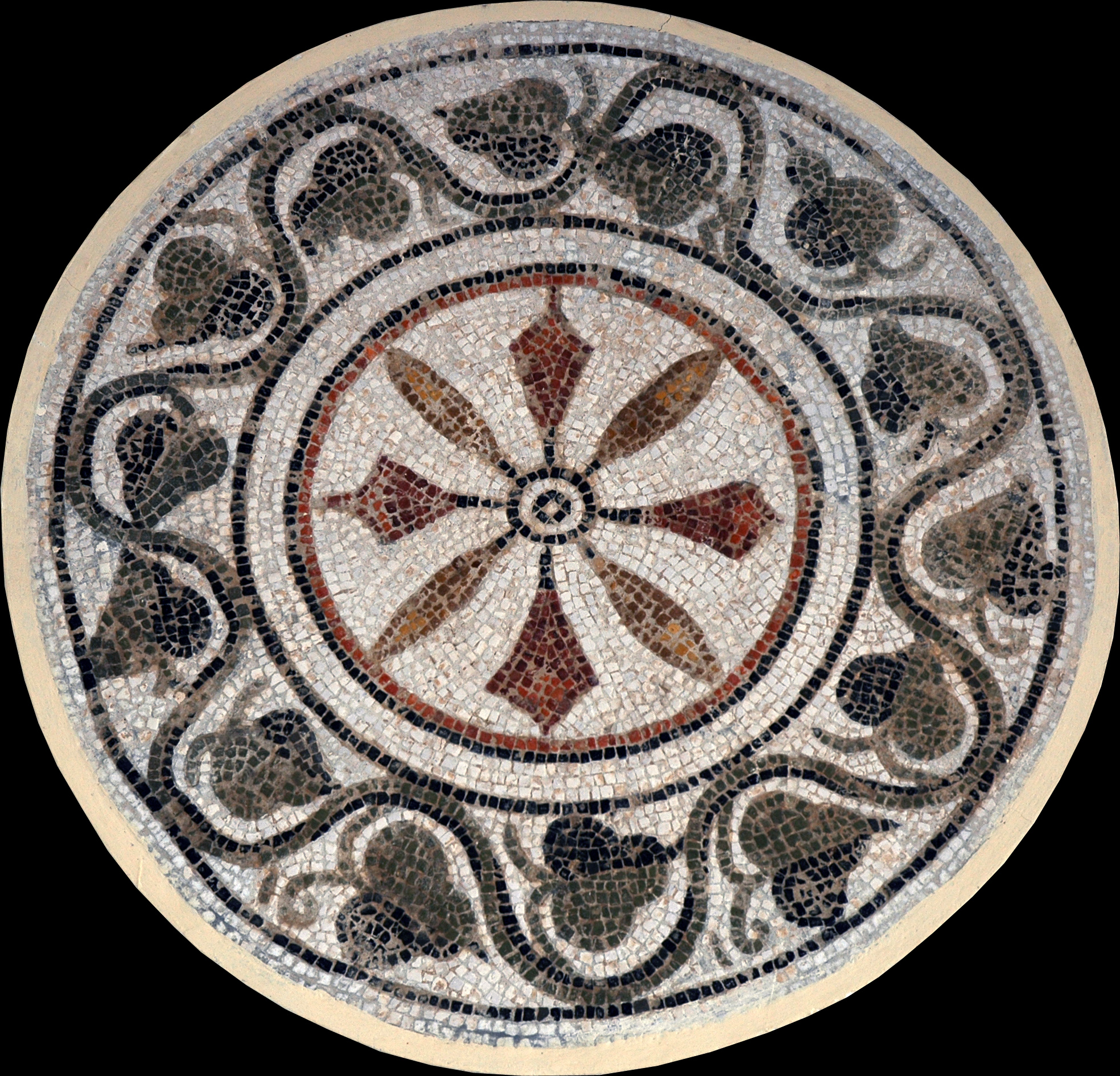
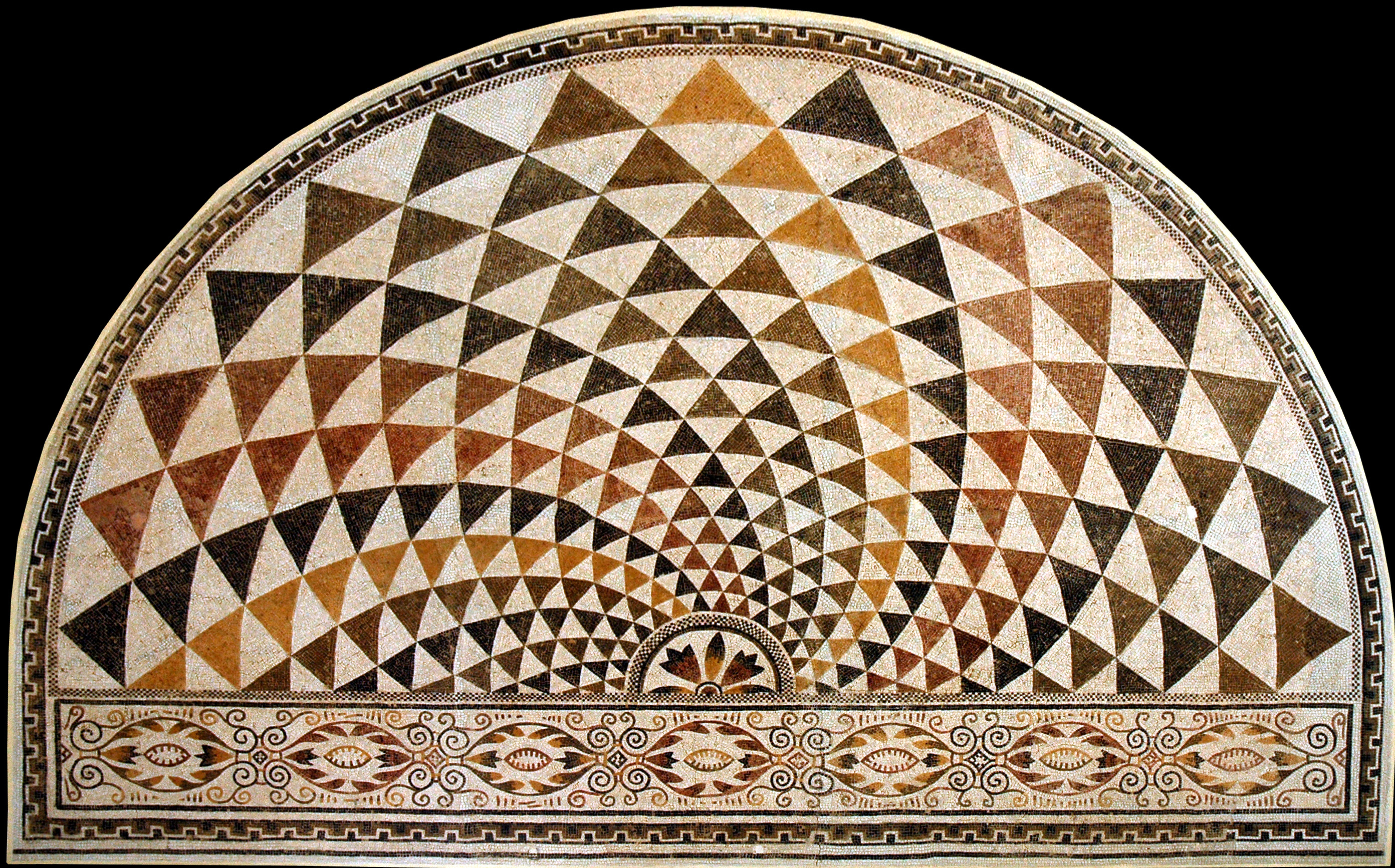

## Villa África
Es como consecuencia de una tentativa de construcción ilícita que la villa dicha África ha sido puesta al día. Construida hacia los años 170, había un carácter suntuoso y excepcional debido a los mosaicos que adornaban el suelo. Aunque calificada de villa, se trata más posiblemente de una domus. Para razones de seguridad y de preservación, se ha decidido reconstruir la villa África en un espacio más apropiado, cerca del cual se ha construido el museo. Se ha respetado el plan inicial, pero solo las partes principales y sus mosaicos se han trasladado, las demás piezas menores son meramente sugeridas.
Esta reconstrucción se ha realizado gracias al Instituto Nacional del Patrimonio, sobre todo bajo la dirección de Hédi Slim, conservador del sitio, y de Jean-Claude Golvin, director de investigación al CNRS.

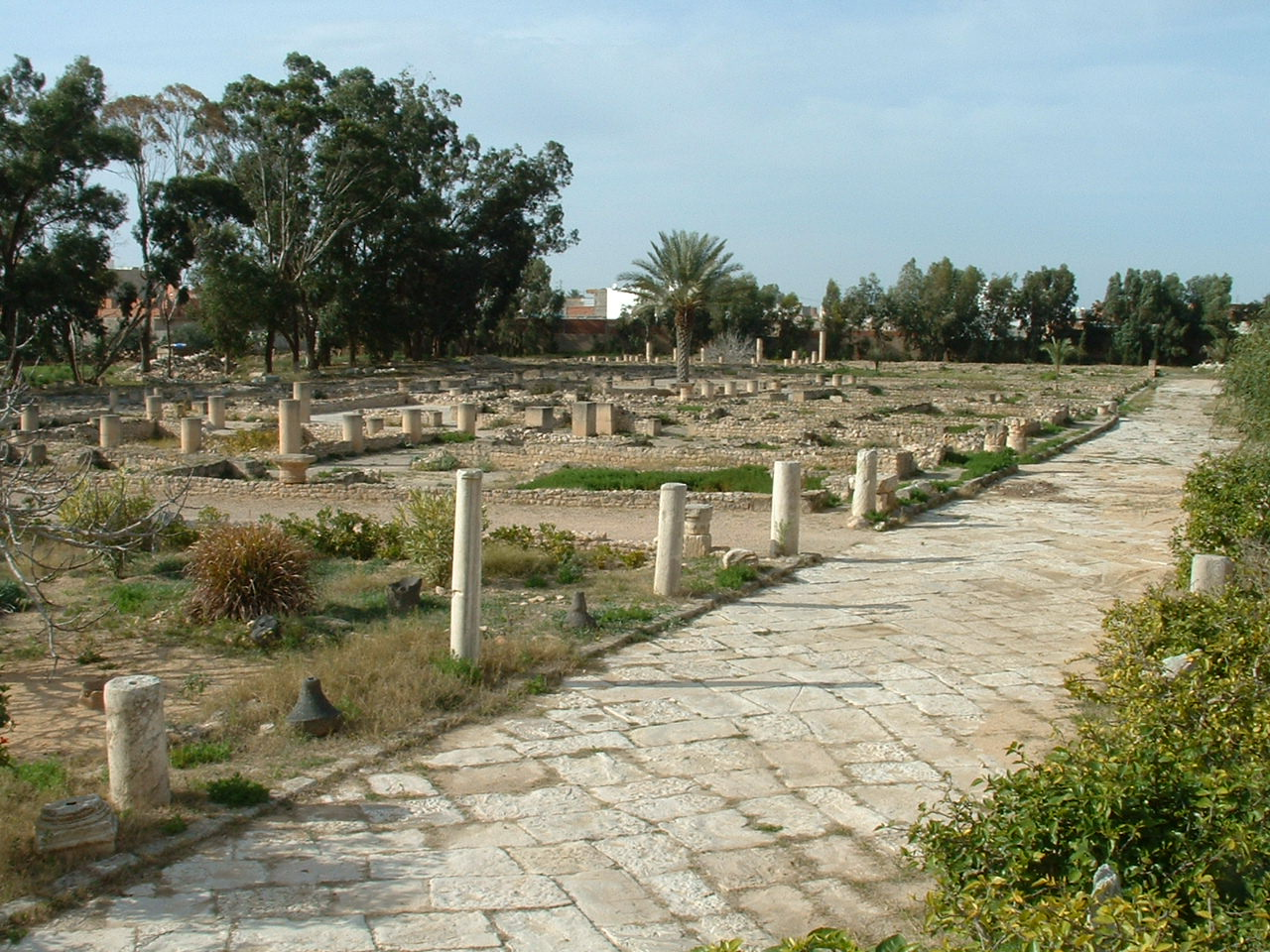
Vista sobre el parque arqueológico

En la villa figuran varios carteles explicativos, por ejemplo sobre los técnicos de construcción o el arte y la posición social del mosaiquista.
La villa contiene especialmente dos soberbios mosaicos de alegorías. El primero, datado de la segunda mitad del II siglo, es un pavimento cuadrado cuyo lado mide 1,60 metro; era el elemento central de una sala de recepción. Se trata de una representación, escasa sobre mosaicos de África, de la diosa África, otorgadora de riqueza y de fertilidad, coronada por el cuerpo de un elefante y radiante sobre las cuatro estaciones representadas por bustos. Plinio informa en su Historia natural que «en la África romana nadie emprende nada sin haber, previamente, evocado a África». La divinidad tiene la mirada girada hacia la izquierda y la representación es en medio de un octogone a los ángulos ocupados por rosas. Esta mosaïque ha sido calificada de « composición de una gran sobriedad y de un equilibrio perfecto » por Mohamed Yacoub.

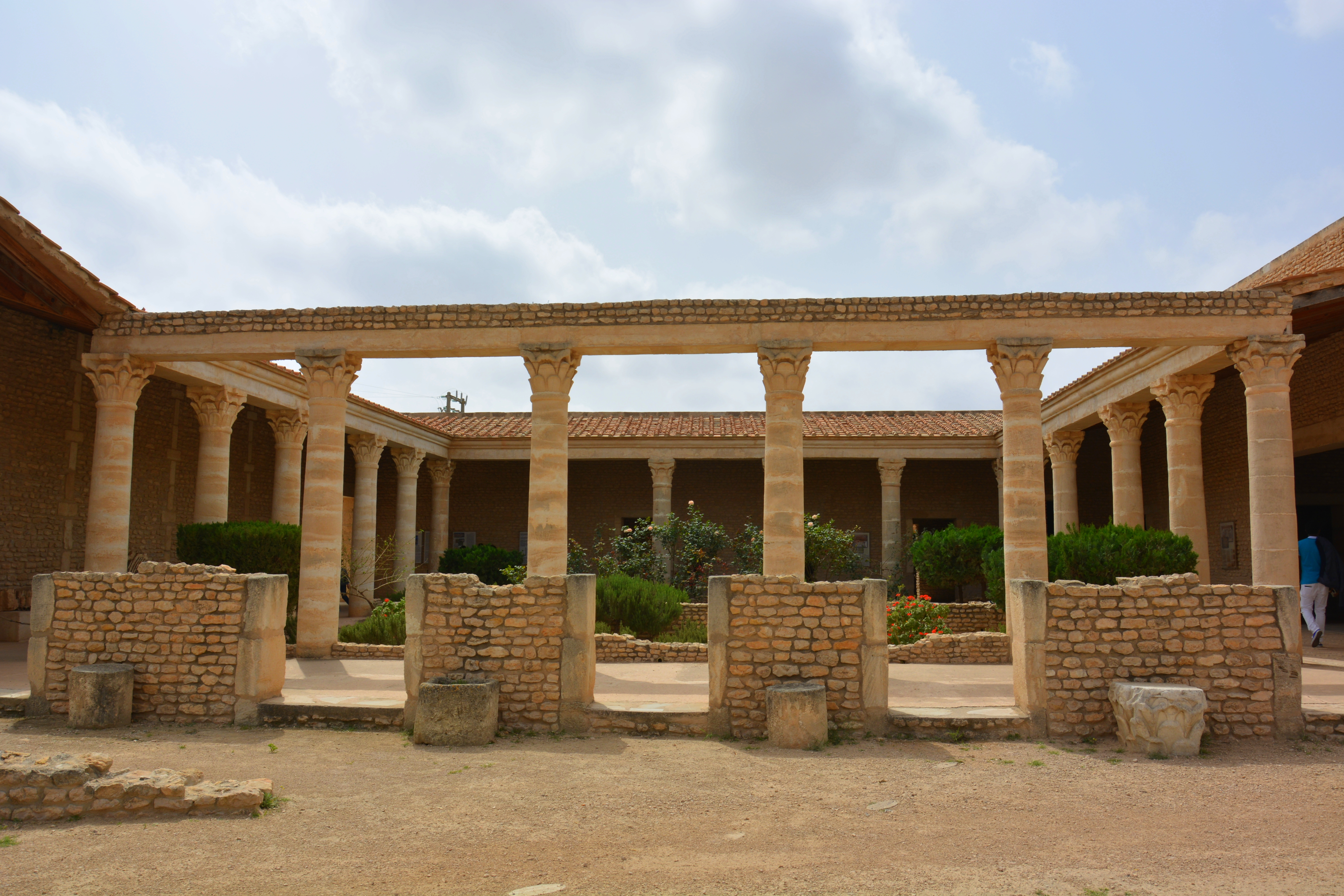
Patio de la villa África

El segundo es un paviemento casi cuadrado de aproximadamente 3,50 metros de lado, que decoraba una amplia sala de 6 por 4,50 metros, probablemente un dormitorio adyacente a la pieza que contiene el mosaico anterior. Representa una alegoría de Roma sentada sobre armas acumuladas y manteniendo un globo en su palma derecha y una larga lanza en su mano izquierda. En torno a ella están representadas alegorías cuyas algunas evocan las principales provincias del Imperio romano : Egipto manteniendo un sistro, la Asia dotada de una coiffure con torretas, la África representada por la diosa África, allí todavía peinada de un despojo de elefante. Las demás representaciones han hecho el objeto de debates, algunos que evocan España o Sicilia (representada entonces por una Diane peinada de un triscèle que simboliza las tres puntas de la isla), incluso de las ciudades tales Alejandría, Cartago o Antioche.

Mohamed Yacoub evoca el periodo 150-170 para estos dos obras, características de un periodo de «reacción clasicista y simplificadora» fechable sobre el final del reinado de Antonino Pío o de Marco Aurelio.

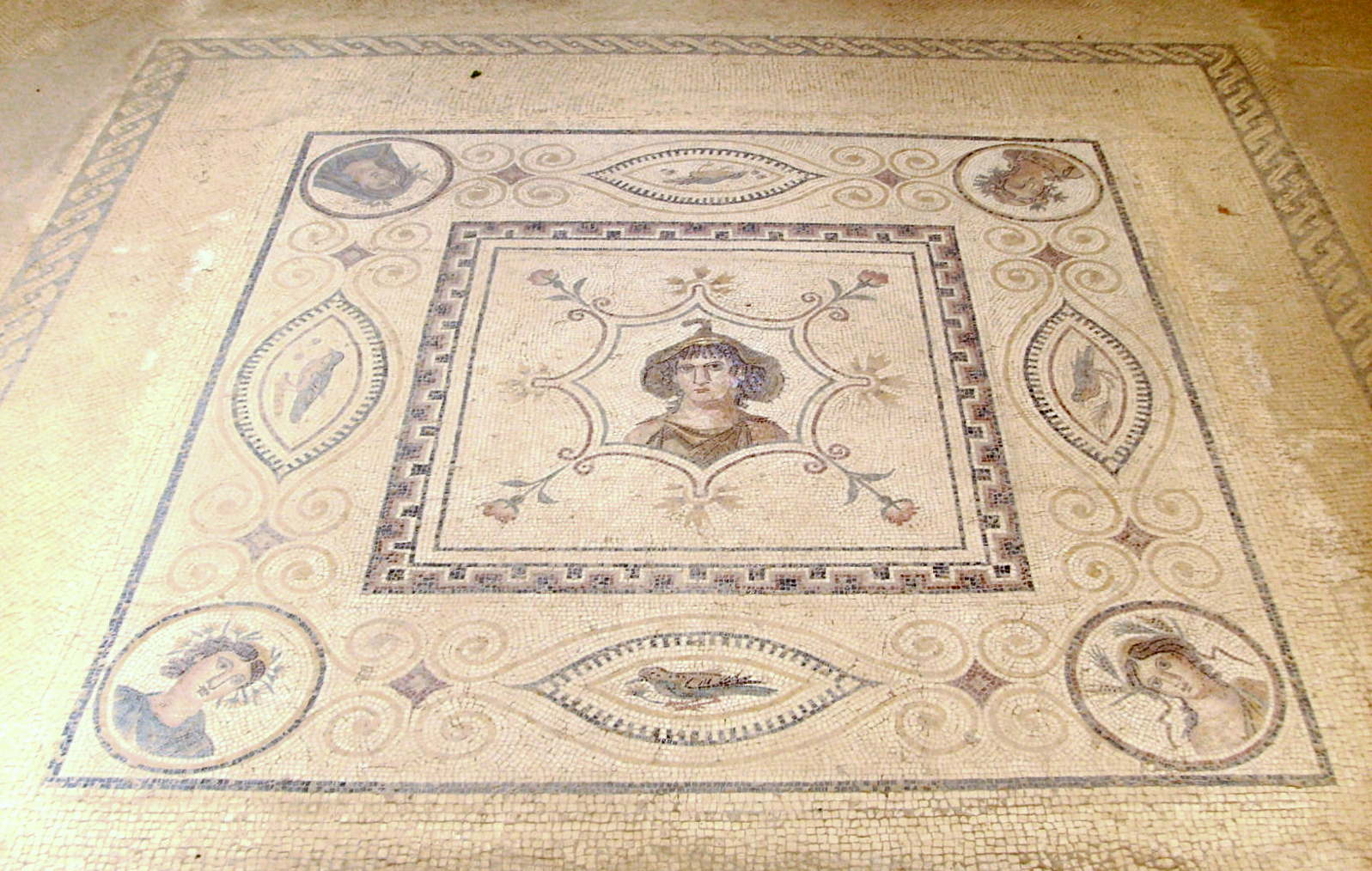
Mosaico de África y las Estaciones
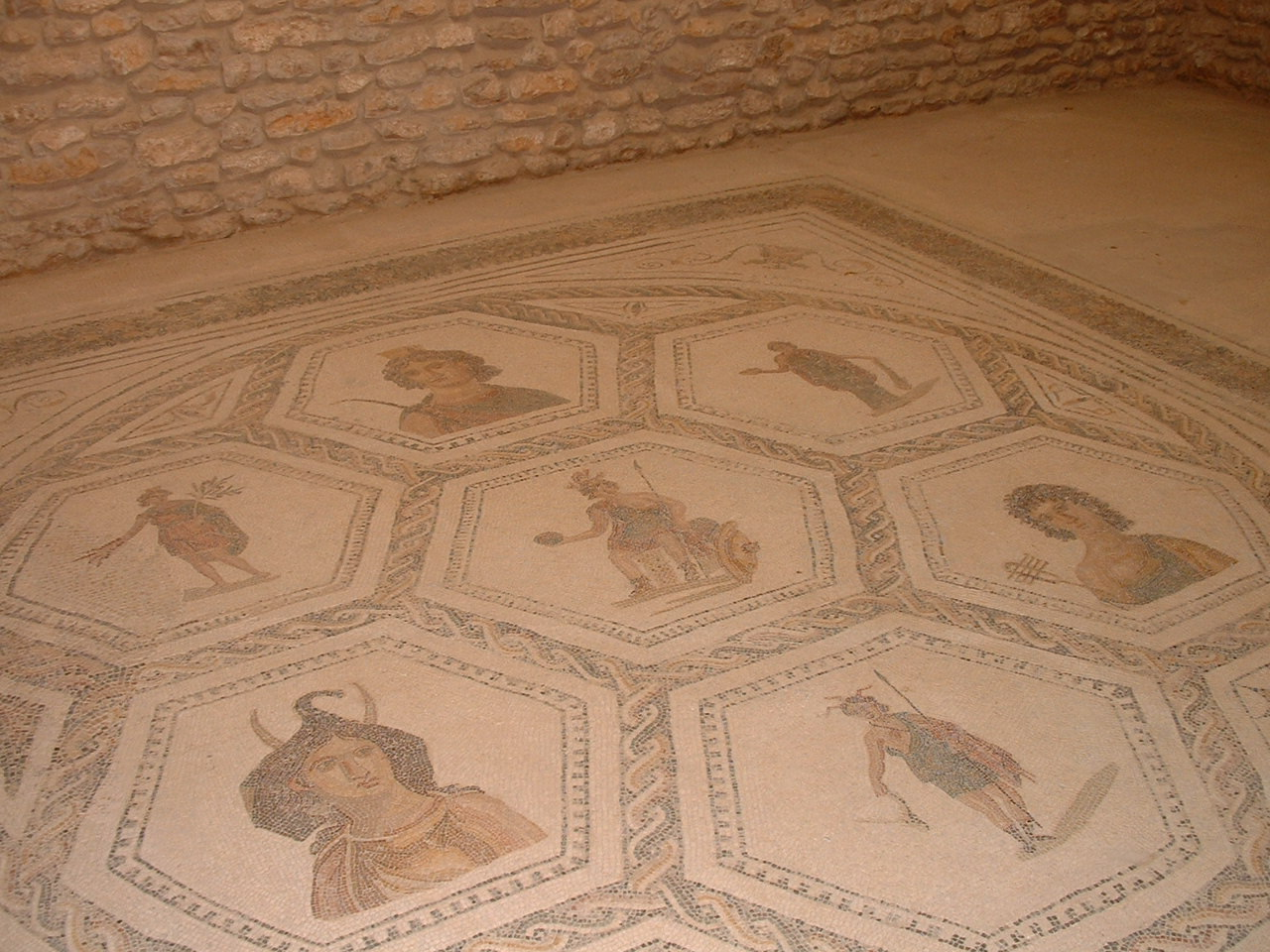
Mosaico de Roma y las provincias